# 101: The Airborne Invasion of Normandy
101: The Airborne Invasion of Normandy là một wargame máy tính do hãng Interactive Simulations phát triển và Empire Interactive phát hành vào năm 1998. Các thành viên chủ chốt của nhóm trước đây đã từng làm việc tại Random Games, nhà phát triển của Soldiers at War và Wages of War.

## Lối chơi
101: The Airborne Invasion of Normandy là wargame máy tính thuộc thể loại chiến thuật theo lượt mô phỏng chiến đấu ở cấp độ đội nhóm, theo cách được so sánh với các tựa game như X-COM. Trò chơi tái hiện việc sử dụng lính dù của Sư đoàn Dù 101 trong Trận đánh Normandy suốt Thế chiến II.

## Phát triển
101 được phát triển bởi Interactive Simulations, Inc. (ISI), một nhóm được thành lập bởi các thành viên cũ của Random Games, người tạo ra Soldiers at War và Wages of War. Chủ tịch ISI là Tim Brooks nói rằng ông thành lập studio để có được "quyền kiểm soát nhiều hơn đối với việc quyết định những gì làm cho game và những gì không làm cho game." 101 được phát hành vào tháng 10 năm 1998.

## Đón nhận
101 đã bán được 10.000 bản tại Mỹ vào tháng 4 năm 1999, theo Tim Brooks. James Fudge của tạp chí Computer Games Strategy Plus đã gọi tựa game này là "bán phổ biến" vào thời điểm đó, trong khi Mario Kroll của Wargamer gọi nó là một thất bại thương mại vào năm 2003. Ông giải thích rằng nó đã không đảm bảo được không gian kệ bán lẻ cần thiết để thành công: "Các bản game đã không có sẵn vào dịp lễ Giáng Sinh sau khi phát hành và ngay sau đó nhà phát triển của nó đã phá sản, hoàn toàn bị nhà phát hành bỏ rơi", ông viết. Kroll lưu ý rằng các vấn đề phân phối của 101 là một phần của xu hướng đối với các nhóm phát triển ít được thành lập vào thời điểm đó.
Theo Kroll, 101 "được nhiều báo chí đón nhận tích cực". CNET Gamecenter, GameSpot và Computer Games Strategy Plus đã đề cử nó cho các giải thưởng "Wargame of the Year" tương ứng của họ, các giải này khác nhau cho The Operational Art of War I: 1939–1955 và People's General.
Trong Computer Games Strategy Plus, David Finn đã đưa 101 bài nhận xét sáng giá và ca ngợi nó là "wargame cấp đội chiến thuật đầu tiên có phạm vi hiện thực và chi tiết như thế này." William R. Trotter của PC Gamer US cũng tích cực. Viết cho GameSpot, Alan Dunkin nhận xét, "Mặc dù phạm vi hạn chế và mức độ chi tiết có thể khiến một số người sợ hãi, 101: The Airborne Invasion of Normandy là kẻ chiến thắng."
Tim Carter của Computer Gaming World và Ian Marsh của PC Gaming World bên Anh đã chỉ trích 101. Marsh lập luận rằng "lối chơi tệ hại", một lời phàn nàn phần lớn là do Carter lặp lại: ông viết rằng thiết kế "có thể thực tế, nhưng nó tạo ra một trò chơi tệ hại—đặc biệt là với số lượng lỗi kỹ thuật đáng kinh ngạc mà bạn mắc phải."